# 李佶 (正德進士)
李佶（1489年—1540年），字子健，號石坡，四川成都府金堂縣軍籍陝西岐山縣人，明朝政治人物。

## 生平
正德八年（1513年）癸酉科四川鄉試第六十名舉人。正德十六年（1521年）中式辛巳科會試第七名，登第二甲第九十二名進士。改翰林院庶吉士，嘉靖元年（1522年）十一月授監察御史，丁憂歸。六年起復，除山東道，巡鹽两淮，養病歸。病愈復職，巡按浙江，十年五月被右都御史汪鋐弹劾，時已升江西南康府知府，还未赴任，十一年八月被革职闲住。嘉靖十九年卒，年五十二。

## 家族
曾祖李敬；祖父李春，宣德乙卯舉人，禮部會試乙榜，曾任金堂縣訓導；父李顯貴，成化辛卯舉人，曾任略陽知縣。母張氏。具庆下。兄李仁。堂弟李佳（嘉靖舉人）。一子李如栢，號介菴；一女李如玉。